# فرودگاه دالاس لاو
فرودگاه دالاس لاو (به انگلیسی: Dallas Love Field) تأسیس ۱۹۱۷، فرودگاهی داخلی است که در شهر دالاس در ایالت تکزاس واقع شده و از پر رفت‌وآمدترین فرودگاه‌های تگزاس می‌باشد.
این فرودگاه، پس از فرودگاه بین‌المللی دالاس مهم‌ترین فرودگاه شهر بوده، و در سال ۲۰۰۸ از ۸ میلیون نفر پذیرایی کرد.